# لاف لايف! سان شاين!!
لاف لايف! سان شاين!! (باليابانية:  ラブライブ! サンシャイン!!، بالروماجي: Rabu Raibu! Sanshain!!) (بالإنجليزية: Love Live! Sunshine!!)‏ هي سلسلة مانغا يابانية من تأليف ساكوراكو كيمينو ورسوم ماسارو أودا، صدر العدد الأول من المانغا في مايو عام 2016 في مجلة Dengeki G's Magazine. وتكونت من مجلدين وهي مستمرة حتى الآن اقتبست إلى أنمي ياباني تلفزيوني من إنتاج استوديو سنرايز وإخراج كازو ساكاي وتأليف جوكي هانادا عرض الأنمي 2 يوليو عام 2016 وانتهى عرضه في 24 سبتمبر عام 2016. وهو يتابع نفس قصة لاف لايف!، ويتحدث عن مجموعة من تسعة صديقات يريدن أن يصبحن نجمات المدرسة من أجل إنقاذ مدرستهن من الإغلاق.

## القصة
تدور أحداث القصة في مدينة نومازو. حيث من المقرر إغلاق مدرسة أورانوهوشي الثانوية للبنات سبب قلة الطلاب الجدد، وستدمج مع مدرسة ثانوية أخرى في مدينة نومازو، تشيكا تاكامي هي فتاة في السنة الثانية من المرحة الثانوية، وتقرر إنقاذ مدرستها عن طريق تشكيل فرقة نجمات المدرسة مع مجموعة من صديقاتها أسمها (ア ク ア أكوا)، وهي مستوحات
من فرقة ميزو لجميع والأصدقاء. وسيدخلن مسابقة لاف لايف للمدارس، من أجل جذب أكبر عدد ممكن من الطلاب إلى مدرستهن وإنقاذها من الإغلاق

## الشخصيات

### الشخصيات الرئيسية
تشيكا تاكامي (باليابانية: 高海 千歌، بالروماجي: Takami Chika)
مؤدية الصوت: آنجو إينامي
ريكو ساكورأوتشي (باليابانية: 桜内 梨子، بالروماجي: Sakurauchi Riko)
مؤدية الصوت: ريكاكو أيدا
كانانا ماتسورا (باليابانية: 松浦 果南، بالروماجي: Matsuura Kanan)
مؤدية الصوت: ناناكو سوا
ديا كوروساوا (باليابانية: 黒澤 ダイヤ، بالروماجي: Kurosawa Daiya)
مؤدية الصوت: أريسا كومييا
يو واتانابي (باليابانية: 渡辺 曜، بالروماجي: Watanabe Yō)
مؤدية الصوت: شوكا سايتو
يوشيكو تسوشيما (باليابانية: 津島 善子، بالروماجي: Tsushima Yoshiko)
مؤدية الصوت: أيكا كوباياشي 
هانامارو كونيكيدا (باليابانية: 国木田 花丸، بالروماجي:  Kunikida Hanamaru)
مؤدية الصوت: كاناكو تاكاتسوكي 
ماري أوهارا (باليابانية: 小原 鞠莉، بالروماجي: Ohara Mari)
مؤدية الصوت: آينا سوزوكي 
روبي كوروساوا (باليابانية: 黒澤 ルビィ، بالروماجي: Kurosawa Rubii)
مؤدية الصوت: آي فوريهاتا 

### أخرى
سيرا كازونو (باليابانية: 鹿角 聖良، بالروماجي: Kazuno Seira)
مؤدية الصوت: أسامي تونو
ليا كازونو (باليابانية: 鹿角 理亞، بالروماجي: Kazuno Ria)
مؤدية الصوت: هيناتا ساتو
شيما تاكامي (باليابانية: 高海 志満، بالروماجي: Takami Shima)
مؤدية الصوت: كانا أسومي
ميتو تاكامي (باليابانية: 高海 美渡، بالروماجي: Takami Mito)
مؤدية الصوت: كاناي إيتو

## وصلات خارجية
- الموقع الرسمي (باليابانية)
- Official worldwide website

لم يتم العثور على روابط لمواقع التواصل الاجتماعي.